# 林考特 (紐約州)
林考特（英語：Lyncourt）是位於美國紐約州奧農達加縣的普查規定居民點。

## 人口
根據2020年美國人口普查的數據，林考特的面積為3.24平方千米，皆為陸地。當地共有人口4376人，而人口密度為每平方千米1,350.62人。